# Distrito de San Juan de Rontoy
El distrito de San Juan de Rontoy es uno de los seis distritos de la Provincia de Antonio Raimondi, ubicado en el Departamento de Áncash, en el Perú. Limita al norte con el distrito de Mirgas y el distrito de Chingas, al este y al sur con el distrito de Aczo y al oeste con la provincia de Huari.

## Historia
El distrito fue creado el 27 de mayo de 1987 mediante Ley N.º 24675, en el primer gobierno del Presidente Alan García Pérez.

## Geografía
Tiene una población estimada mayor a 1000 habitantes. Su capital es el poblado de San Juan de Rontoy. 
Lagunas: Yanachocha, Ruricocha, Chequiacocha, Chaquicocha, Quellqué, Shushucocha con materiales agregados.
Calificada como: La Meseta Raimondina.

## Caseríos
Los caseríos son las siguientes: 
- Santo Toribio de Ultupuquio
- Janay
- Flor de Cantu
- Huaracayoc
- Santa Cruz de Miopampa
- La Merced
- Rarpa
- Alto Perú
- Pachapaque.

Uno de los caseríos importantes es Flor de Cantu, con zonas turísticas como: Rajush y/o Antamayo zona minera más grande que Antamina esta en reserva.

## Sitios arqueológicos
Zonas Arqueológicas de Marcajirca, Kutzcan Corral, Taully Jirca, Ropa Gaga, Campana maché y lagunas permanentes.
Gloria Patac con andenes, Marcahuayi, Marcajirca en Jatun Jirca, Quitajirca cementerio de los antiguos pobladores.

## Autoridades

### Municipales
- 2015 - 2018[1]
  - Alcalde: Víctor Arquipo Solís Anaya, del Movimiento Independiente Regional Puro Ancash.
- 2011 - 2014
  - Alcalde: Edwin Alejandro Melgarejo Arquinigo, del Partido Restauración Nacional (RN).
- 2006 - 2010
  - Alcalde: Félix Sandoval Díaz.